# متاکسالون
متاکسالون (انگلیسی: Metaxalone) یک داروی شل‌کننده عضلانی است که برای شل کردن عضلات و تسکین درد ناشی از کشیدگی، رگ به رگ شدن و سایر بیماری‌های اسکلتی عضلانی استفاده می‌شود. مکانیسم اثر دقیق آن مشخص نیست، اما ممکن است به دلیل افسردگی عمومی سیستم عصبی مرکزی باشد. این یک شل کننده عضلانی نسبتاً قوی است و عوارض جانبی نسبتاً کمی دارد.
عوارض جانبی شایع عبارتند از تهوع، استفراغ، خواب آلودگی و عوارض جانبی سیستم عصبی مرکزی (CNS) مانند سرگیجه، سردرد و تحریک پذیری.
متابولیسم متاکسالون شامل آنزیم‌های CYP1A2 و CYP2C19 در سیستم سیتوکروم P450 است.
به دلیل پتانسیل عوارض جانبی، این دارو در افراد مسن یک خطر بالا در نظر گرفته می شود.